# Danpo
Danpo A/S er et varemærke og en dansk producent af kyllingekød. Virksomheden har hovedkvarter i Give, og den er igennem Kronfågel en del af Scandi Standard. De har 998 ansatte. I Danmark har de kyllingeslagteri i Aars og fabrik i Farre. 

## Historie
Virksomheden blev etableret i 1957.
Lantmännen købte den danske virksomhed Danpo A/S i 2005. Samme år blev Danpo boykottet i den muslimske verden i forbindelse med krisen om Muhammed-tegningerne. I 2013 blev Danpo en del af Scandi Standard.